# Ponte Siduhe
Il ponte Siduhe (cinese 四渡河特大桥S, Sìdùhé tè dàqiáoP, inglese Siduhe Bridge o Si Du River Bridge), è un ponte a sospensione che attraversa il fiume Siduhe, nella provincia di Hubei, in Cina. Inaugurato il 15 novembre 2009, con un'altezza di 472 metri tra il piano stradale e il fiume sottostante è attualmente il secondo ponte più alto del mondo, record detenuto dal ponte del Beipanjiang, sempre in Cina, con un'altezza di 565 metri.
Si trova lungo l'autostrada West Hurong, che collega Shanghai sulla costa del Pacifico con le città di Chongqing e Chengdu. Il costo dell'opera è stato stimato in 100 milioni di USD.
La particolare conformazione della zona non permetteva di usare metodi tradizionali per stendere il primo cavo del ponte, detto cavo pilota, quindi gli ingegneri sono ricorsi all'uso di un razzo per metterlo in opera. Il cavo è stato steso il 6 ottobre 2006, con un notevole risparmio dei costi.
I due cavi portanti principali pesano ciascuno 3.185 t. Sono formati da 127 trecce disposte in forma esagonale. Ogni treccia è composta da 127 fili di acciaio, per un totale di 16.129 fili per cavo. Ciascun cavo ha una portata di 191,960 kilonewton. L'impalcato è sorretto da 272 cavi di sospensione, con un peso totale di 130 t.